# Oeterd
De Oeterd is een Nederlands natuurgebied in de gemeente Someren dat zich een kilometer ten zuidoosten van Lierop bevindt nabij de buurtschap Otterdijk. Het gebied wordt in het oosten begrensd door de Zuid-Willemsvaart. Het is het grootste natuurgebied in het dal van de Kleine Aa.
Aandere gebiedjes in het dal van de Kleine Aa zijn de Vloeten (een bosgebied dat geregeld overstroomt), en verder een plantkundig bijzonder bosgebiedje aan de Vlerkenseweg en de weitjes aan de Vlerkenseweg. Het gebied meet, samen met genoemde andere terreintjes, in totaal 52 ha en het wordt beheerd door Staatsbosbeheer.
Er is vochtig heischraal grasland en elzenbroekbos. Hier en daar zijn in het verleden putten gegraven voor de winning van turf en ijzeroer. Door een vogelbosje slingert zich nog een bij de 'normalisatie' afgesneden loop van de Kleine Aa.
Tot de plantensoorten die in dit gebied voorkomen behoren paardenhaarzegge, slanke sleutelbloem, moerasstreepzaad, knolsteenbreek, adderwortel, gevlekte orchis, brede orchis, bosanemoon en elzenzegge. Tot 1978 werd er nog kranskarwij aangetroffen.
Broedvogels in het gebied zijn houtsnip, nachtegaal, sprinkhaanzanger en kleine karekiet.